# Kevin Sousa
Kevin Jorge Ramos Sousa est un footballeur cap-verdien né le 6 juin 1994 à Praia. Il évolue au poste de gardien de but à CD Nacional.

## Biographie

### Carrière
- 2013 : AD Oieras ( Portugal)
- 2014 : AC Alcanenense ( Portugal)
- 2014-201. : CD Nacional ( Portugal)[2],[3]